# George Harold Brown
George Harold Brown (* 14. Oktober 1908 in Milwaukee; † 11. Dezember 1987 in Princeton (New Jersey)) war ein US-amerikanischer Elektrotechniker. 

## Leben
George Harold Browns Vater, ein Beschäftigter bei der Eisenbahn, war schottischer Abstammung, während die Familie seiner Mutter aus Deutschland kam. Nach Besuch der High School in Portage (Wisconsin), wo er schon mit Kristalldetektoren experimentierte, studierte er an der University of Wisconsin–Madison und erwarb 1930 seinen Bachelor of Science, 1931 seinen Master und 1933 seinen Ph. D. für seine Arbeiten über Rundfunkantennen. 
Brown ging dann zur RCA in Camden (New Jersey), wo er die Forschung an AM-Rundfunkantennen leitete, die weltweiter Standard wurden. 
Im Jahr 1936 hatte Brown den Auftrag, eine Rundstrahlantenne zu bauen, und entwickelte die Turnstile Antenna (Drehkreuz-Antenne, weil sie aussieht wie ein Drehkreuz; Kreuzdipol). Sie bot eine hohe Verstärkung und große Bandbreite, was es ermöglichte, FM- und Fernsehsignale auf großen Entfernungen zu übertragen. Ein später hinzugefügter Absorptionswiderstand erhöhte die Bandbreite und ermöglichte die Abstrahlung von TV-Bildern und Ton von derselben Antenne. 
Im Jahr 1936 entwickelte er sein Vestigial sideband filter (vgl. Restseitenbandmodulation). 
Im Jahr 1942 ging Brown an das neue Forschungslabor der RCA, wo er Radio- und Radarantennen für das Militär entwickelte. 
Mit seinen Kollegen entwickelte er eine Methode, die Produktion von Penicillin zu beschleunigen durch Erwärmung mit HF-Strahlen.
| Personendaten    | Personendaten                      |
| ---------------- | ---------------------------------- |
| NAME             | Brown, George Harold               |
| KURZBESCHREIBUNG | US-amerikanischer Elektrotechniker |
| GEBURTSDATUM     | 14. Oktober 1908                   |
| GEBURTSORT       | Milwaukee                          |
| STERBEDATUM      | 11. Dezember 1987                  |
| STERBEORT        | Princeton (New Jersey)             |